# Morte di Elisa Lam
Il corpo di Elisa Lam, conosciuta anche con il suo nome cantonese Lam Ho Yi ( 藍可兒 ; Vancouver, 30 aprile 1991 – Los Angeles, 1º febbraio 2013), una studentessa canadese dell'Università della British Columbia di Vancouver, è stato recuperato da una cisterna idrica in cima al Cecil Hotel nel centro di Los Angeles il 19 febbraio 2013. Era stata denunciata come scomparsa all'inizio del mese, e gli addetti alla manutenzione dell'hotel hanno scoperto il suo corpo durante le indagini avviate dai reclami degli ospiti per problemi con l'approvvigionamento idrico.
L'interesse per il caso era aumentato cinque giorni prima della scoperta del suo corpo, quando il dipartimento di polizia di Los Angeles ha pubblicato il video in cui era stata vista per l’ultima volta, il giorno della sua scomparsa, da una telecamera di sicurezza di un ascensore.
Nel filmato, si vede Lam uscire e rientrare nell'ascensore, parlare e gesticolare nel corridoio esterno a un interlocutore sconosciuto e a volte sembra nascondersi all'interno della cabina, che pare non funzionare correttamente. Il video è diventato virale su Internet e sono state date molte dubbie spiegazioni sul comportamento insolito della ragazza, da affermazioni di coinvolgimento paranormale a disturbo bipolare di cui Lam soffrì; è stato anche affermato che il video è stato alterato prima del suo rilascio.
Anche le circostanze della morte di Lam, una volta ritrovato il corpo, sollevarono molti interrogativi, soprattutto alla luce della storia dell’hotel che era già stato collegato ad altre morti e omicidi. Il cadavere era nudo, con la maggior parte dei suoi vestiti ed effetti personali che galleggiavano nell'acqua vicino a lei, oltre al fatto che ci sono dubbi e affermazioni poco chiare riguardo al coperchio della cisterna, che venne dichiarato chiuso all'arrivo dei controlli, ma successivamente fu dichiarato trovato aperto da un operaio manutentore.. L'ufficio del medico legale della contea di Los Angeles impiegò quattro mesi, dopo ripetuti ritardi, a rilasciare il rapporto dell'autopsia che non riportava prove di traumi fisici e affermò che la causa della morte fu probabilmente un incidente. Gli ospiti del Cecil citarono in giudizio l'hotel per l’accaduto e i genitori di Lam intentarono una causa separata nello stesso anno; quest'ultima venne respinta nel 2015. 
Furono rilevate delle somiglianze insolite tra la morte di Lam e il film horror del 2005 Dark Water; da allora il caso è diventato noto in tutto il mondo.

## Le vicende

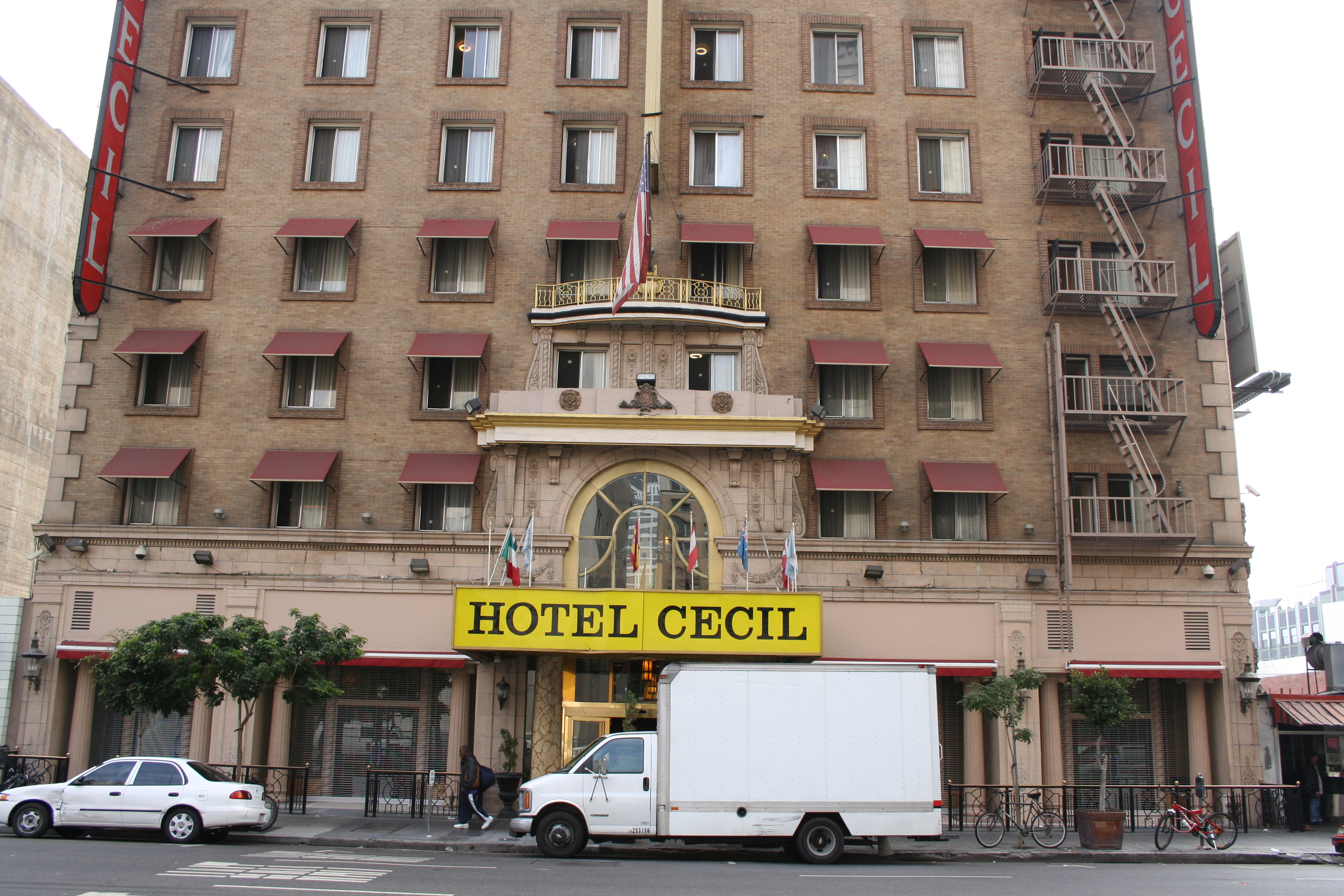
Il Cecil Hotel, dove Lam è stata recuperata da una cisterna d’acqua

Lam, figlia di emigrati di Hong Kong che aprirono un ristorante a Burnaby, appena fuori Vancouver, in Canada, era una studentessa presso l'Università della British Columbia, sebbene non fosse registrata all'inizio del 2013.
Per il suo viaggio in California, Lam viaggiò da sola su Amtrak e autobus interurbani. Visitò lo zoo di San Diego e pubblicò delle foto relative sui social media. Il 26 gennaio arrivò a Los Angeles. Dopo due giorni giunse al Cecil Hotel, nei pressi del centro del Skid Row, dove prese inizialmente una stanza condivisa al quinto piano; tuttavia i suoi coinquilini si lamentarono di quello che l'avvocato dell'hotel avrebbe in seguito descritto come "uno strano comportamento" e dopo due giorni venne trasferita in una stanza unica.
Costruito negli anni 1920, il Cecil attraversò tempi difficili durante la Grande depressione degli anni '30 e non è mai riuscito a riprendere il suo mercato originale poiché il centro decadde intorno all'edificio alla fine del XX secolo. Molti degli omicidi più efferati di Los Angeles sono avvenuti o hanno collegamenti con l'hotel: nel 1964 Goldie Osgood, la "Pigeon Lady" (“Signora dei piccioni”), fu violentata e assassinata nella sua stanza al Cecil, un crimine mai risolto. I serial killer Jack Unterweger e Richard Ramirez risiedevano entrambi al Cecil durante il loro periodo di attività criminale. Ci sono stati anche diversi suicidi nell’hotel, uno dei quali ha portato alla morte un pedone fuori dall'ingresso principale dell’edificio. Dopo i recenti lavori di ristrutturazione il Cecil cercò di farsi pubblicità come un hotel di lusso, ma la sua oscura reputazione rimane tuttora.
Alla Lam erano stati diagnosticati disturbo bipolare e depressione. Per curare questi disturbi le erano stati prescritti quattro farmaci: Wellbutrin, Lamictal, Seroquel ed Efexor. Secondo la sua famiglia, che pare mantenesse segreta la sua malattia mentale, la Lam non ha mai espresso desideri o tentativi di suicidio, sebbene un rapporto afferma che in precedenza fosse scomparsa per un breve periodo.
A metà del 2010 Lam aprì un blog chiamato Ether Fields su Blogspot. Nel corso dei due anni successivi, pubblicò foto di modelli con abiti alla moda e resoconti della sua vita, in particolare della sua battaglia contro la malattia mentale. In un post sul blog di gennaio del 2012, Lam si lamentò che una "ricaduta" all'inizio dell'attuale trimestre scolastico l'aveva costretta ad abbandonare diversi corsi, lasciandola "completamente smarrita e persa". Come titolo per il suo post scrisse "Sei sempre perseguitato dall'idea di sprecare la tua vita" citazione del romanziere Chuck Palahniuk; successivamente usò questa citazione come epigrafe per il suo blog. La Lam temeva che i suoi continui ritiri dai corsi le avrebbe impedito di continuare gli studi e frequentare la scuola di specializzazione.
Poco più di due anni dopo che Lam aveva iniziato a pubblicarlo, annunciò che avrebbe abbandonato il suo blog per Nouvelle-Nouveau,  un altro che aveva aperto su Tumblr. Il suo contenuto consisteva principalmente in foto e citazioni di moda e alcuni post in cui Lam esprimeva i propri pensieri. Come epigrafe venne usata la stessa citazione di Palahniuk.

## La scomparsa
La Lam contattò i suoi genitori dalla Columbia Britannica ogni giorno durante il suo viaggio. Il 31 gennaio 2013, il giorno in cui avrebbe dovuto lasciare il Cecil e partire per Santa Cruz, la ragazza non si fece sentire e loro chiamarono il dipartimento di polizia di Los Angeles (LAPD); poi la famiglia della ragazza si diresse a Los Angeles per aiutare con la ricerca.
Il personale dell'hotel che vide la Lam quel giorno disse che era sola. Fuori dall'hotel Katie Orphan, direttrice di una libreria vicina, risultò l'unica persona che ricordava di averla vista quel giorno quando aveva acquistato dei regali da portare a casa per i parenti. La donna sostenne che la Lam "Era estroversa, molto vivace e amichevole. [...] Ha parlato del libro che stava comprando e se fosse troppo pesante per lei da portare in giro durante il viaggio".
La polizia perquisì l'hotel in tutti i modi legalmente possibili. La stanza della Lam venne setacciata e i cani fatti passare attraverso l'edificio, compreso il tetto, ma essi non riuscirono a rilevare il suo odore. Successivamente il sergente Rudy Lopez ammise di non aver fatto perquisire tutte le stanze dell’albergo, poiché mancavano le effettive prove di un crimine avvenuto all'interno dell’edificio. Il 6 febbraio, una settimana dopo che la Lam era stata vista l'ultima volta, la polizia di Los Angeles intensificò le attività di ricerca spargendo in giro dei volantini con la foto della ragazza e pubblicandola online, portando così il caso all'attenzione del pubblico attraverso i media.

### Il video dell'ascensore
Il 15 febbraio, dopo un'altra settimana senza alcun segno della Lam, il LAPD rilasciò il video del suo ultimo avvistamento conosciuto, girato in uno degli ascensori del Cecil da una telecamera di videosorveglianza, risalente al 1º febbraio. Il video attirò l'interesse mondiale sul caso a causa dello strano comportamento della Lam ed è stato ampiamente analizzato e discusso.
La telecamera che ha registrato la scena era posizionata in uno degli angoli posteriori della cabina dell'ascensore sul soffitto, offrendo una vista dell'interno della cabina e di parte del corridoio esterno. È un po' granuloso e la marca temporale in basso è oscurata. In alcuni punti la bocca di Lam è pixelata.
All'inizio del filmato si vede entrare la Lam, vestita con una felpa rossa con cappuccio e zip sopra una maglietta grigia, con pantaloncini neri e sandali. Va al pannello di controllo, sembra selezionare diversi piani e si posiziona nell'angolo interno dell’ascensore. Dopo alcuni secondi durante i quali la porta non si chiude, la ragazza si affaccia in modo furtivo nel corridoio e guarda in entrambe le direzioni, quindi torna rapidamente indietro, arretrando verso il muro e poi nell'angolo vicino al pannello di controllo mentre la porta resta aperta, tenendo d’occhio il corridoio. Torna sulla soglia e si appoggia alla parete, poi esce nel corridoio prima di rientrare rapidamente nella cabina e affacciarsi nuovamente. Dopodiché, muovendosi in uno strano modo a scatti, si sposta lateralmente e per qualche secondo risulta quasi fuori portata dalla telecamera. Nel frattempo, la porta continua a rimanere aperta.
Si vede il suo braccio destro salire fino alla testa poi, evidentemente agitata, torna nella cabina mettendo entrambe le mani ai lati della porta. Quindi va al pannello di controllo, preme ripetutamente numerosi pulsanti e poi torna ad appostarsi appena fuori dall'ascensore, dove si mette a gesticolare stranamente a vuoto come se stesse conversando con qualcuno: tenendo i palmi distesi si strofina gli avambracci, agita le mani lungo i fianchi, e si china in avanti dondolando prima di tornare dritta e composta. Tutto ciò è visibile attraverso le porte aperte dell’ascensore, che si chiudono solo dopo che la Lam si è allontanata nel corridoio a sinistra.
Il video è stato pubblicato più volte, anche sul sito cinese Youku, dove ha ottenuto 3 milioni di visualizzazioni e 40.000 commenti nei primi 10 giorni.
Sono state ipotizzate diverse teorie per spiegare lo strano comportamento della Lam. Una ritiene che la ragazza stesse cercando di far muovere la cabina dell'ascensore per scappare da qualcuno che la stava inseguendo. Altre suggeriscono che potesse essere sotto l'influenza di ecstasy o di qualche altra sostanza stupefacente, ma non ne venne rilevata nessuna nel suo corpo. Quando venne reso noto il suo disturbo bipolare, emerse anche la teoria secondo cui nel filmato fosse in preda a un episodio psicotico.
Altri spettatori hanno ritenuto che il video fosse stato manomesso prima di essere reso pubblico. Oltre all'oscuramento del timestamp, pare che alcune parti siano state appositamente rallentate e quasi un minuto di filmato parzialmente rimosso. Il motivo potrebbe essere quello di proteggere l'identità di qualcuno che altrimenti sarebbe stato presente nel video, ma che aveva poco o nulla a che fare con il caso, o per nascondere le prove nel caso che la scomparsa e la morte di Lam fossero stati i risultati di un atto criminale organizzato.

## La scoperta del corpo
Durante la ricerca della Lam, gli ospiti dell'hotel iniziarono a lamentarsi della bassa pressione dell'acqua. Alcuni in seguito affermarono che l'acqua delle loro camere era nera e aveva un sapore insolito. La mattina del 19 febbraio, il corpo di Lam fu rinvenuto in uno dei quattro serbatoi da 1.000 galloni (3.785 litri) che fornivano acqua alle stanze degli ospiti, a una cucina e a una caffetteria. Il serbatoio fu svuotato e aperto, poiché il suo portello di manutenzione era troppo piccolo per accogliere l'attrezzatura necessaria per estrarre il corpo della Lam.
Il 21 febbraio l'ufficio del coroner di Los Angeles ha confermato l’ipotesi dell’annegamento accidentale, con il disturbo bipolare determinato come fattore significativo. Il rapporto completo del coroner, pubblicato a giugno, affermava che il corpo della Lam era stato trovato nudo; vestiti simili a quelli che indossava nel video dell'ascensore galleggiavano nell'acqua, ricoperti di una "sostanza simile alla sabbia". Insieme a lei sono stati trovati anche il suo orologio e la chiave della sua camera.
Il corpo della ragazza era gonfio e in avanzato stato di decomposizione. Era prevalentemente verdastro, con qualche marezzatura evidente sull'addome e separazione cutanea estesa. Non c'erano segni di trauma fisico o violenza sessuale che confermassero l’ipotesi del suicidio. I test tossicologici, incompleti perché non era conservata una quantità sufficiente di sangue, mostrarono tracce coerenti con i farmaci prescritti alla Lam trovati tra i suoi effetti personali, oltre a farmaci senza prescrizione medica come Sinutab e ibuprofene. Era presente una quantità molto bassa di alcol (circa 0,02 g%), ma nessun'altra droga fu rilevata.

## Causa legale
A settembre i genitori della Lam intentarono una causa per omicidio colposo, sostenendo che l'hotel non fosse riuscito a "riconoscere nell'hotel le occasioni di rischio eccessivo di pericolo per la Lam e gli altri ospiti dell'hotel" e richiedendo un risarcimento per le spese della sepoltura. L'albergo ribatté che non avrebbe potuto ragionevolmente prevedere che la Lam potesse entrare nei serbatoi dell'acqua e che, poiché non è chiaro come la ragazza ci sia arrivata, non avesse alcuna responsabilità dell’accaduto. Nel 2015 il giudice ha dato ragione all'albergo.

### Teorie sulla morte precedenti alle indagini
Nonostante la conferma delle cause della morte di Elisa, all'inizio non fu data una spiegazione specifica su come fosse potuta entrare nella cisterna. Le porte e le scale che danno accesso al tetto dell'hotel sono bloccate, solo il personale ha i codici di accesso e le chiavi, e qualsiasi tentativo di forzarle avrebbe presumibilmente attivato un allarme. Tuttavia la scala antincendio dell'hotel avrebbe potuto permettere di aggirare quelle misure. Un video realizzato da un utente cinese dopo la morte di Elisa e pubblicato su Internet mostra che il tetto dell'hotel era facilmente accessibile tramite la scala antincendio. 
Tutti e quattro i serbatoi sono cilindri di 1,2 x 2,4 metri appoggiati su blocchi di cemento e coperti da pesanti coperchi; non esiste un accesso fisso e i lavoratori dell'hotel dovevano usare una scala per controllare l'acqua. Tuttavia in seguito il custode che trovò il corpo di Elisa accertò che il coperchio era aperto, ed anche un'altra cisterna aveva il coperchio aperto. I cani poliziotto che hanno cercato Elisa anche sul tetto non hanno trovato alcuna traccia di lei, sebbene non avessero perquisito l'area vicino alle cisterne dell'acqua.
Le teorie sul comportamento di Elisa nel video dell'ascensore non si sono fermate con la sua morte. Alcune sostengono che stesse tentando di nascondersi da un inseguitore, forse lo stesso responsabile della sua morte, mentre altre ritengono che fosse semplicemente frustrata dall'apparente malfunzionamento dell'ascensore.Diversi sostenitori della teoria del complotto sostengono che fosse sotto l'influenza di droghe illecite e non sono stati dissuasi dalla loro assenza all'esame tossicologico, suggerendo che potrebbero essersi disciolti durante il periodo in cui il corpo della ragazza è rimasto a mollo nella vasca o che Elisa potrebbe aver preso rari cocktail di tali farmaci che un normale esame non avrebbe rilevato.
Anche il rapporto dell'autopsia e i suoi risultati sono stati messi in discussione dai cosiddetti "segugi del web" che non si sono fermati neanche di fronte all'autopsia ed i risultati tutti negativi che chiarivano che la ragazza non avesse subito nessun tipo di violenza. È stato registrato un coagulo sottocutaneo di sangue nell'area anale di Elisa, tuttavia un patologo ha chiarito che potrebbe essere il risultato di un gonfiore avvenuto nel corso della decomposizione del corpo, difatti anche il suo retto era in prolasso.
Dalla morte della Lam, il suo blog su Tumblr è stato aggiornato, presumibilmente tramite l'opzione "coda" di Tumblr che consente ai post di essere pubblicati automaticamente quando l'utente è assente. Il suo telefono non è stato trovato, né in prossimità del suo corpo né nella sua camera d'albergo; si presume che sia stato rubato in un momento successivo alla sua morte. Non è noto se i continui aggiornamenti al suo blog siano stati facilitati dal furto del suo telefono, dal lavoro di un hacker o tramite la coda; né si sa se gli aggiornamenti siano legati alla sua morte.

## Nella cultura di massa
Le circostanze della morte della Lam sono state paragonate ad alcuni punti della trama del film horror del 2005 Dark Water. In quel film, un remake americano di un precedente film giapponese con lo stesso nome basato su un racconto del 1996 di Koji Suzuki, una madre e una figlia si trasferiscono in un edificio fatiscente. Un ascensore mal funzionante e l'acqua tinta di scuro che sgorga dai rubinetti dell'edificio alla fine le portano alla cisterna sul tetto dell'edificio, dove scoprono il corpo di una ragazza la cui scomparsa dall'edificio era stata segnalata un anno prima.
In seguito alla scoperta della similitudine del caso con Dark Water, alcuni creatori di film e programmi televisivi hanno utilizzato la morte della Lam come ispirazione per le proprie opere. Nell'episodio Il bivio, finale della quinta di stagione della serie di ABC Castle, i due protagonisti indagano sulla morte di una giovane donna trovata nel serbatoio dell'acqua sul tetto del "Cedric Hotel" a Manhattan; tra le prove c'è un video di sorveglianza della donna ripresa in ascensore. Alla fine si scopre che la vittima si stava spacciando per una prostituta per indagare su un altro ospite dell'hotel.
La prima stagione di un'altra serie della ABC, Le regole del delitto perfetto, aveva una trama simile. Nel corso di una serie di flashback sparsi per vari episodi è stato rivelato che una ragazza scomparsa all'inizio della stagione è stata uccisa e il suo corpo nascosto nel serbatoio dell'acqua sul tetto della sede della confraternita a cui apparteneva. Inoltre, il suo corpo viene scoperto solo quando un addetto alla manutenzione viene chiamato per risolvere un problema di pressione dell'acqua.
Anche a Hong Kong, da cui la famiglia di Lam era emigrata a Vancouver, alcuni registi si sono ispirati al caso. Nick Cheung ha fatto il suo debutto alla regia nel 2014 con Hungry Ghost Ritual, un thriller horror che include una scena in cui un fantasma terrorizza una giovane donna in un ascensore mostrata come la ripresa di una telecamera, la quale si ritiene sia stata ispirata al filmato della Lam nell'ascensore dell’hotel. In Cina il regista Liu Hao annunciò un anno dopo la morte della Lam che avrebbe realizzato un film basato sul caso; lui stesso si diresse a Los Angeles e rimase alcuni giorni al Cecil facendo ricerche relative all'argomento. I media cinesi hanno riferito che l'attrice Gao Yuanyuan potrebbe essere interessata a interpretare la Lam. Liu ha detto che, se avesse realizzato il film, sarebbe probabilmente una coproduzione americano-australiana in inglese.
Nel marzo 2014, poco più di un anno dopo la morte di Lam, i fratelli Brandon e Philip Murphy hanno scritto una sceneggiatura per un film horror, The Bringing, che utilizza l'indagine relativa alla Lam come retroscena per entrare nella psiche di un detective immaginario interessato al caso. I Murphy sono stati ampiamente criticati per aver proposto l’idea a così poco tempo dalla tragedia; era originariamente previsto che il regista danese Nicolas Winding Refn avrebbe diretto il film, ma ad agosto è stato annunciato che Jeremy Lovering è stato assegnato alla regia dalla Sony Pictures.
Il video musicale del 2014 per il duo pop di Vancouver The Zolas Ancient Mars rappresenterebbe una versione idealizzata dell'ultimo giorno di vita della Lam, mostrando una giovane donna che esplora Los Angeles dedicandosi a semplici passatempi. Il cantante Zach Gray, che aveva un amico che conosceva la Lam, ha affermato di essere rimasto infastidito dal modo in cui le persone collegavano con sicurezza la droga e la malattia mentale alla scomparsa della donna, pertanto ha voluto mostrarla in tal modo per farla sentire più “vera e familiare” alla gente, e non un “rapporto della polizia”.
Nello stesso anno, la band post-hardcore americana Hail the Sun ha realizzato Disappearing Syndrome, anch’esso ispirato alla storia della Lam.
Nel 2015, i media hanno ipotizzato che la quinta stagione di American Horror Story sarebbe stata ispirata alla morte di Lam, teoria parzialmente confermata dal Ryan Murphy, il quale ha affermato che la stagione sarebbe stata ambientata in un hotel di Los Angeles e che è stato ispirato da un video di sorveglianza di una giovane donna scomparsa dopo essere entrata in un ascensore dell’albergo.
Nel 2017, Sun Kil Moon ha pubblicato le canzoni Window Sash Weights e Stranger Than Paradise come parte del loro album Common as Light and Love Are Red Valleys of Blood; le canzoni fanno uno specifico riferimento all'evento e promuovono l'idea che si trattasse di una bufala. Il membro della banda Mark Kozelek ha dichiarato in un'intervista di essere giunto alla personale conclusione che non è morto nessuno nel serbatoio dell’acqua e che non c’è modo di riconoscere la ragazza nell'ascensore perché il suo viso è pixellato.
Su questa vicenda è stata realizzata nel 2021 una docu-serie di 4 episodi intitolata Sulla scena del delitto: Il caso del Cecil Hotel, pubblicata sulla piattaforma streaming Netflix l'11 febbraio. Il regista Joe Berlinger cerca di chiarire tutte le controversie riguardanti la morte di Lam, così come gli altri omicidi e casi simili avvenuti al Cecil Hotel. Esplora inoltre le teorie del complotto che circondano il caso e l'attenzione che ha attirato su Internet l'evento.